# Aburina piana
Aburina piana là một loài bướm đêm trong họ Noctuidae.